# Derby dell'Altomilanese (pallavolo)
(Giulia Leonardi, libero della Yamamay Busto Arsizio nella stagione 2011-2012)
Per derby dell'Altomilanese, nella pallavolo femminile, si intende l'incontro in gare ufficiali tra la Futura Volley Busto Arsizio (dal 2006 con sponsor Yamamay e dal 2012 con l'aggiunta dello sponsor Unendo) ed il Gruppo Sportivo Oratorio Pallavolo Femminile Villa Cortese (dal 2006 con sponsor MC e Pietro Carnaghi).
Si disputa in A1 dalla stagione 2009-2010. Precedentemente le due squadre non si erano mai incontrate in gare ufficiali, poiché la FV Busto Arsizio dal 1989 al 2007 oscillò tra la A1 e la A2, per poi stabilirsi definitivamente nella massima serie dal campionato 2007-2008, mentre nella medesima stagione il GSO Villa Cortese militava ancora in B1; la squadra cortesina approdò quindi in A1 per la prima volta solo nel 2009.
Particolare fu la stagione 2011-2012, nella quale dopo le partite di andata e ritorno della stagione regolare, si scontrarono ai Play-off scudetto proprio nella finale al meglio delle 5, in cui trionfarono le "Farfalle" in gara cinque con la serie di 3 a 2.
Invece per quanto riguarda le gare non ufficiali, in passato si svolsero quattro derby amichevoli, durante le quattro edizioni del Trofeo Bianca Garavaglia a scopo benefico (dal 2007 al 2010). Mentre nel settembre 2012 le due squadre disputarono un derby nel triangolare amichevole 6 nel cuore (con la Pallavolo Ornavasso), in memoria della palleggiatrice Giulia Albini scomparsa nel maggio 2012, con il risultato finale di 0 a 3 per le bustocche (20-25; 18-25; 10-15).
Una curiosità accomuna le due squadre rivali, entrambe furono fondate dalla stessa persona, Suor Carla Croci: nel 1970 la religiosa fonda la Pallavolo Cislago, che successivamente si dividerà in Cistellum Volley Cislago e Futura Volley Busto Arsizio; nel 1978 Suor Carla trasferitasi presso l'oratorio di Villa Cortese fonda anche il GSO Volley.

## Dettaglio singole partite
Statistiche aggiornate al 16 marzo 2013
| Squadra       | Derby giocati | Partite vinte | Sets vinti |
| ------------- | ------------- | ------------- | ---------- |
| Busto Arsizio | 20            | 11            | 44         |
| Villa Cortese | 20            | 9             | 38         |

### Cronologia dei derby in tornei ufficiali
Qui di seguito si riporta la lista completa in ordine cronologico dei derby pallavolistici disputati in gare ufficiali dal 2009 ad oggi.
| N° | Data             | Impianto sportivo Competizione                                          | Risultato (punteggio dei set)                                                               | MVP squadra                          | Best Scorer (punti) squadra                                          |
| -- | ---------------- | ----------------------------------------------------------------------- | ------------------------------------------------------------------------------------------- | ------------------------------------ | -------------------------------------------------------------------- |
| 1  | 27 dicembre 2009 | PalaYamamay, Busto Arsizio Campionato Serie A1, 11ª giornata di andata  | Yamamay Busto A. - MC-Carnaghi Villa C. 3-2 (28-26; 29-27; 20-25; 21-25; 16-14)             | Lucia Crisanti Busto Arsizio         | Taismary Agüero (33) Villa Cortese                                   |
| 2  | 28 marzo 2010    | PalaBorsani, Castellanza Campionato Serie A1, 11ª giornata di ritorno   | MC-Carnaghi Villa C. - Yamamay Busto A. 3-0 (25-15; 25-15; 25-21)                           | Áurea Cruz Villa Cortese             | Taismary Agüero (16) Villa Cortese                                   |
| 3  | 30 gennaio 2011  | PalaBorsani, Castellanza Campionato Serie A1, 9ª giornata di andata     | MC-Carnaghi Villa C. - Yamamay Busto A. 3-2 (25-20; 26-28; 25-23; 21-25; 15-11)             | Megan Hodge Villa Cortese            | Megan Hodge (33) Villa Cortese                                       |
| 4  | 16 aprile 2011   | PalaCatania, Catania Semifinale di Coppa Italia A1                      | MC-Carnaghi Villa C. - Yamamay Busto A. 3-0 (25-19; 25-23; 25-22)                           | Megan Hodge Villa Cortese            | Taismary Agüero (15) e Megan Hodge (15) entrambe Villa Cortese       |
| 5  | 23 aprile 2011   | PalaYamamay, Busto Arsizio Campionato Serie A1, 9ª giornata di ritorno  | Yamamay Busto A. - MC-Carnaghi Villa C. 3-0 (25-18; 25-22; 25-23)                           | Christina Bauer Busto Arsizio        | Aneta Havlíčková (16) Busto Arsizio                                  |
| 6  | 17 maggio 2011   | Mediolanum Forum, Assago (Milano) Semifinale Play-off Scudetto, gara 1  | MC-Carnaghi Villa C. - Yamamay Busto A. 3-2 (21-25; 25-16; 15-25; 26-24; 24-22)             | Raffaella Calloni Villa Cortese      | Taismary Agüero (26) Villa Cortese                                   |
| 7  | 19 maggio 2011   | Mediolanum Forum, Assago (Milano) Semifinale Play-off Scudetto, gara 2  | MC-Carnaghi Villa C. - Yamamay Busto A. 0-3 (23-25; 21-25; 18-25)                           | Valentina Serena Busto Arsizio       | Taismary Agüero (17) Villa Cortese                                   |
| 8  | 21 maggio 2011   | PalaYamamay, Busto Arsizio Semifinale Play-off Scudetto, gara 3         | Yamamay Busto A. - MC-Carnaghi Villa C. 2-3 (20-25; 17-25; 25-14; 25-13; 14-16)             | Taismary Agüero Villa Cortese        | Taismary Agüero (31) Villa Cortese                                   |
| 9  | 23 maggio 2011   | PalaYamamay, Busto Arsizio Semifinale Play-off Scudetto, gara 4         | Yamamay Busto A. - MC-Carnaghi Villa C. 1-3 (29-27; 21-25; 22-25; 20-25)                    | Megan Hodge Villa Cortese            | Megan Hodge (25) Villa Cortese                                       |
| 10 | 29 dicembre 2011 | PalaBorsani, Castellanza Campionato Serie A1, 11ª giornata di andata    | MC-Carnaghi Villa C. - Yamamay Busto A. 1-3 (21-25; 19-25; 25-22; 22-25)                    | Helena Havelková Busto Arsizio       | Sarah Pavan (25) Villa Cortese                                       |
| 11 | 10 marzo 2012    | PalaYamamay, Busto Arsizio Campionato Serie A1, 11ª giornata di ritorno | Yamamay Busto A. - MC-Carnaghi Villa C. 3-1 (18-25; 25-19; 25-15; 25-21)                    | Aneta Havlíčková Busto Arsizio       | Aneta Havlíčková (20) Busto Arsizio                                  |
| 12 | 7 aprile 2012    | PalaYamamay, Busto Arsizio Finale Play-off Scudetto, gara 1             | Yamamay Busto A. - MC-Carnaghi Villa C. 3-1 (15-25; 25-17; 25-23; 25-23)                    | Helena Havelková Busto Arsizio       | Aneta Havlíčková (18) Busto Arsizio e Sarah Pavan (18) Villa Cortese |
| 13 | 9 aprile 2012    | PalaYamamay, Busto Arsizio Finale Play-off Scudetto, gara 2             | Yamamay Busto A. - MC-Carnaghi Villa C. 2-3 (27-25; 23-25; 17-25; 25-20; 7-15)              | Caterina Bosetti Villa Cortese       | Aneta Havlíčková (27) Busto Arsizio                                  |
| 14 | 11 aprile 2012   | Palazzetto dello Sport (Monza), Monza Finale Play-off Scudetto, gara 3  | MC-Carnaghi Villa C. - Yamamay Busto A. 0-3 (17-25; 16-25; 17-25)                           | Aneta Havlíčková Busto Arsizio       | Aneta Havlíčková (23) Busto Arsizio                                  |
| 15 | 13 aprile 2012   | Palazzetto dello Sport (Monza), Monza Finale Play-off Scudetto, gara 4  | MC-Carnaghi Villa C. - Yamamay Busto A. 3-0 (25-22; 25-23; 25-18)                           | Makare Wilson-Desilets Villa Cortese | Aneta Havlíčková (15) Busto Arsizio e Sarah Pavan (15) Villa Cortese |
| 16 | 15 aprile 2012   | PalaYamamay, Busto Arsizio Finale Play-off Scudetto, gara 5             | Yamamay Busto A. - MC-Carnaghi Villa C. 3-2 (25-14; 28-30; 25-15; 23-25; 16-14)             |                                      | Aneta Havlíčková (28) Busto Arsizio                                  |
| 17 | 13 ottobre 2012  | PalaGeorge, Montichiari Supercoppa Italiana, finale                     | Unendo Yamamay Busto A. - Asystel-Carnaghi Villa C. 3-2 (20-25; 25-21; 21-25; 25-21; 15-12) | Caterina Bosetti Villa Cortese       | Caterina Bosetti (25) Villa Cortese                                  |
| 18 | 9 dicembre 2012  | PalaYamamay, Busto Arsizio Campionato Serie A1, 8ª giornata di andata   | Unendo Yamamay Busto A. - Asystel-Carnaghi Villa C. 3-1 (23-25; 29-27; 25-21; 25-20)        | Gilda Lombardo Busto Arsizio         | Raphaela Folie (19) Villa Cortese                                    |
| 19 | 16 marzo 2013    | PalaWhirlpool, Varese Semifinale di Coppa Italia A1                     | Unendo Yamamay Busto A. - MC-Carnaghi Villa C. 2-3 (21-25; 25-23; 22-25; 25-19; 11-15)      |                                      | Margareta Kozuch (20) Busto Arsizio                                  |
| 20 | 21 marzo 2013    | PalaBorsani, Castellanza Campionato Serie A1, 8ª giornata di ritorno    | MC-Carnaghi Villa C. - Unendo Yamamay Busto A. 1-3 (22-25, 25-10, 23-25, 24-26)             | Christina Bauer Busto Arsizio        | Christina Bauer (22) Busto Arsizio                                   |